# Džungarski Alatau
La Džungarski Alatau è una catena montuosa localizzata al confine tra la provincia autonoma dello Xinjiang (Cina) e il Kazakistan.
Il nome deriva dalla regione della Zungaria. Si estende su una lunghezza di circa 450 km, e s'innalza fino a 4.464 metri sul livello del mare.
All'estremità orientale della catena, lungo il confine kazako-cinese, si trova la Porta di Zungaria, un passo che per secoli è stato utilizzato dai conquistatori per le invasioni dall'Asia centrale.